# Melanonotus constrictus
Melanonotus constrictus är en insektsart som först beskrevs av Brunner von Wattenwyl 1895.  Melanonotus constrictus ingår i släktet Melanonotus och familjen vårtbitare. Inga underarter finns listade i Catalogue of Life.